# Rămân cu tine
Rămân cu tine este un film românesc din 1982 regizat de George Cornea. Rolurile principale au fost interpretate de actorii Florin Zamfirescu, Dana Dogaru, Dinu Manolache.

## Distribuție
Distribuția filmului este alcătuită din:
- Nicolae Țurcanu
- Valeriu Buciu
- Miron Murea
- Dan Damian — Darie
- Nicolae Gheorghe
- Amza Pellea — Nenea Alecu
- Bogdan Stanoevici
- Rodica Popescu Bitănescu — Femeie la vânturătoare
- Domnica Sorescu
- Octavian Cotescu — Secretarul PCR
- Florin Zamfirescu — Machidon
- Dana Dogaru — Saveta
- Mihai Mereuță — Tatăl Savetei
- Maria Ristea
- Sebastian Papaiani — Manole
- Ioan Luca
- Dan Crișan
- Victor Ștrengaru — Siminache
- Constantin Diplan — Rene
- Oana Ștefănescu
- Andrei Bursaci
- George Negoescu
- Dinu Manolache — Simion
- Gheorghe Verman
- Valeria Sitaru — Lența
- Dumitru Anghel
- Vasile Pupeză
- Aurel Cioranu — Spătaru
- Alexandru Lazar
- Alexandru Manea
- Elena Lupașcu
- Daniel Tomescu — Gheorghe